# تستا گریگیا
تستا گریگیا (به لاتین: Testa Grigia) یک کوه در سوئیس است که در کانتون وله واقع شده‌است. تستا گریگیا ۳٬۴۷۹ متر بالاتر از سطح دریا واقع شده‌است.